# بياتريس من نابولي
بياتريس النابولية (16 نوفمبر 1457 - 23 سبتمبر 1508) ، والمعروفة أيضًا باسم بياتريس الأراغونية (المجرية : Aragóniai Beatrix؛ الإيطالية : Beatrice d'Aragona)؛ كانت ملكة المجر القرينة لمرتين وأيضا ملكة بوهيميا عن طريق زواجها ماتياس كورفينوس وأولازلو الثاني، هي ابنة فرديناندو الأول ملك نابولي وإيزابيلا من كليرمون.

## السيرة الذاتية
تعتبر بياتريس ابنة فرديناندو الأول ملك نابولي الذي يعتبر ابن الغير شرعي لـ ألفونسو الخامس ملك أراغون، وبذلك تنتسب إلى أسرة تراستامارا القشتالية، تلقت بياتريس تعليمًا جيدًا في بلاط والدها في نابولي، بحيث أصبحت مخطوبة عام 1474 من ماتياس وتزوجته في المجر في 22 ديسمبر 1476: توجت ملكة المجر في سيكشفهيرفار.
أدى الزواج إلى تحالف بين المجر ونابولي، وفي عام 1480 عندما استولى أسطول عثماني على أوترانتو في مملكة نابولي بناءً على طلب جدي من البابا أرسل ماتياس جنراله بليز المجري لاستعادة القلعة التي استسلمت له في 10 مايو 1481، ومرة أخرى في عام 1488 استولى ماتياس على أنكونة تحت حمايته لفترة من الوقت واحتلالها بحامية هنغارية، استطعت بياتريس أن تمارس بعض التأثير في سياسة المجر، كانت لها أيضًا أهمية ثقافية من خلال إدخال النهضة الإيطالية في بلاط المجر، وهو اهتمام تشاركته مع ماتياس: شجعت على توسيع مكتبة كورفينيانا، وبنت قصر فيسغراد كمقر إقامة للبلاط، وأنشأت أكاديمية فيها، كانت ترغب في المشاركة في السياسة: في عام 1477 رافقت ماتياس أثناء غزوه للنمسا، وفي عام 1479 كانت حاضرة أثناء معاهدة الصلح بين ماتياس وفلاديسلاف الثاني (زوجها المستقبلي).
في عام 1479 أصبحت علاقتهما متوترة عندما منح ماتياس لابنه غير الشرعي يانوش كورفينوس إقطاعية ودعا والدته باربرا إديلبوك إلى البلاط. توفي ماتياس قبل أن تعترف بياتريس بأن ابنه يانوس يجب أن يكون الوريث الشرعي، وعند وفاته في عام 1490 تمكن بياتريس من الحفاظ على موقع السلطة بدعم من النبلاء المجريين والاستمرار بوضعها كملكة للمجر كان عليها الزواج من الملك التالي، بعد وفاة ماتياس كورفينوس.
كتب فلاديسلاف الثاني ملك بوهيميا والمجر في نفس العام 1490 رسائل كثيرة بنفس النص إلى العديد من النبلاء المجريين، كتب أن بياتريس كتبت إليه أن ماتياس كورفينوس وبياتريس قررا أن ستيفن زابوليا والد يانوش زابوليا يجب أن يصبح دوق النمسا التالي بعد ماتياس كورفينوس، تزوجت بياتريس من زوجها الثاني فلاديسلاف الثاني ملك بوهيميا والمجر في عام 1491، حظيت الملكة بياتريس بدعم كبير من النبلاء المجريين، وبذلك طالب النبلاء من فلاديسلاف أن يتزوجها، كان هذا الزواج مرة أخرى بدون أطفال، رسميًا تم التشكيك في الزواج لاحقاً، حيث لم يمنح البابا لزوجها الثاني الطلاق من زوجته الأولى، لاحقاً ادعى زوجها بأن الزواج لا يعتبر شرعيًا لأنه أُجبر عليه رغماً عنه، وفي عام 1493 تم إنشاء لجنة للتحقيق، وفي عام 1500 أعلن البابا أن الزواج غير قانوني، واضطرت بياتريس إلى دفع تكاليف المحاكمة، وعادت إلى نابولي، بحيث وصلت إليها في عام 1501 ، وفي عام 1502 تزوج فلاديسلاف من زوجته الثالثة آنا من فوا-كاندال التي أنجبت له وريث، وتوفيت بياتريس في نابولي.